# Donn Cabral
Donald « Donn » Cabral (né le 12 décembre 1989 à Glastonbury) est un athlète américain, spécialiste du 3 000 m steeple. 

## Biographie
Il atteint la finale des championnats du monde 2015 à Pékin. 

## Palmarès
| Date | Compétition           | Lieu           | Résultat | Épreuve         | Temps         |
| ---- | --------------------- | -------------- | -------- | --------------- | ------------- |
| 2015 | Championnats du monde | Pékin          | 10e      | 3 000 m steeple | 8 min 24 s 94 |
| 2015 | DécaNation            | Paris          | 1er      | 3 000 m steeple | 8 min 25 s 67 |
| 2016 | Jeux olympiques       | Rio de Janeiro | 8e       | 3 000 m steeple | 8 min 25 s 81 |

### Records
| Épreuve         | Performance   | Lieu   | Date         |
| --------------- | ------------- | ------ | ------------ |
| 3 000 m steeple | 8 min 13 s 37 | Eugene | 28 juin 2015 |